# Сидонский саркофаг
Сидонский саркофаг — один из самых знаменитых саркофагов античности, обнаруженный с тремя другими в некрополе Сидона, Ливан, в 1887 году и впоследствии перевезённый в археологический музей Стамбула.
Долгое время считалось, что саркофаг был изготовлен из пентелийского мрамора в 311 году до н. э. для захоронения Абдалонима — садовника, которого Александр Македонский сделал царём. Карл Шефольд считает манеру рельефов долисипповской, то есть слишком старой для этой даты и поэтому сейчас принадлежность саркофага вызывает споры в научной среде.
На одной стороне саркофага изображена битва при Иссе (вероятно, по тому же источнику, что и мозаика Александра), на другой — охотничьи сцены, возможно, с участием Александра и сидонского царя.
Персидский солдат падает в обморок от удара царя-завоевателя, голову которого, как Геракла, покрывает в львиный плащ как напоминание о своей божественности.  Этот саркофаг не был последним местом упокоения останков Александра, но, возможно, принадлежал царю Сидона Абдалониму, которого Александр сделал царем Сидона вскоре после битвы при Иссе.  300 г. до н.э. Теперь саркофаг считается саркофагом Мазея, персидского сатрапа Вавилона.